# 41e armée (Japon)
Pour l’article homonyme, voir 41e armée (Russie).
La 41e armée (第41軍, Dai-yon-jū-ichi gun) est une unité de l'armée impériale japonaise basée à Manille aux Philippines durant la Seconde Guerre mondiale.

## Histoire
Dans le cadre de la défense finale des Philippines contre une prochaine reconquête américaine, le quartier-général impérial divise l'île stratégique de Luçon en trois secteurs défensifs sous la supervision générale de la 14e armée régionale.
Le 17 décembre 1944, le lieutenant-général Shizuo Yokoyama (en) et son « groupe Shimbu », un détachement indépendant, est chargé de la défense du sud de Luçon, autour de la capitale Manille. Le groupe est officiellement renommé « 41e armée » le 6 mars 1945. Yokoyama commande les forces japonaises défendant Manille contre les 6e et 8e armées américaines et les troupes de l'armée philippine et de la police philippine (en) dont font partie plusieurs groupes de guérilla. Après la bataille de Manille, Yokoyama fait reculer ses forces restantes dans les montagnes du sud de Luçon pour commencer une campagne de guérilla et harceler les Alliés. Au moment de la reddition du Japon, la 41e armée ne compte plus que 6 500 hommes.

## Commandement
|                   | Nom                                     | De           | À              |
| ----------------- | --------------------------------------- | ------------ | -------------- |
| Commandant        | Lieutenant-général Shizuo Yokoyama (en) | 19 mars 1945 | Septembre 1945 |
| Chef d'État-major | Major-général Kenishi Sumi              | 31 mars 1945 | Septembre 1945 |